# 中村育二
中村 育二（なかむら いくじ、1953年12月21日 - ）は、日本の俳優、声優、演出家、劇作家。和歌山県新宮市出身。ジェイ・クリップ所属。

## 人物
日本大学芸術学部写真学科卒業。
1987年、『劇団カクスコ』を結成。主宰として脚本、演出を手がける一方、役者として舞台にも立っていた。2002年に解散後は舞台、テレビ、映画と幅広く活動を続けている。

## 出演

### テレビドラマ

#### NHK
- 少年たち2（2001年）
- 茂七の事件簿3 ふしぎ草紙（2003年）
- 慶次郎縁側日記（2004年）
- 連続テレビ小説
  - てるてる家族（2003年 - 2004年） - 西山ディレクター 役
  - あさが来た（2015年） - 倉掛則夫 役
  - スカーレット（2019年） ‐ 柴田寛治 役
  - 虎に翼（2024年） - 桜川侑次郎 役
- 君たちに明日はない（2010年） - 黒川プロデューサー 役
- 大河ドラマ
  - 江〜姫たちの戦国〜（2011年） - 島左近 役
  - 軍師官兵衛（2014年） - 榊原康政 役
  - いだてん〜東京オリムピック噺〜（2019年） - 「上野鈴本亭」席亭（鈴木孝一郎）役
- 七つの会議（2013年） - 稲葉要 役
- 鼠、江戸を疾る（2014年） - 弥兵衛 役
- 55歳からのハローライフ（2014年） - 篠原 役
- 終の棲家（2014年） - 雨宮紀夫 役
- まんまこと（2015年） - 笠松屋 役
- 未解決事件 (NHKスペシャル)（2016年） - 高瀬禮二 役
- 全力失踪（2017年） - 西村守 役
- 悪魔が来りて笛を吹く（2018年） ‐ 玉虫公丸 役
- 螢草 菜々の剣（2019年） - 田所与六 役
- 三浦部長、本日付けで女性になります。（2020年） - 榊原英二郎 役
- 逃げ出せなかった君へ（2021年） ‐ 砂岡専務 役
- 剣樹抄〜光圀公と俺〜（2021年） - 徳川頼房 役
- 倫敦ノ山本五十六（2021年） - 長谷川清 役[6]

#### 日本テレビ
- 課長島耕作 第2作（2008年） - 脇田直江 役
- 東京大空襲（2008年） - 洪進明 役
- 華麗なるスパイ （2009年） - 岸原隆 役
- DRAMA COMPLEX
  - 「河井継之助 〜駆け抜けた蒼龍〜」（2005年） - 椰野嘉兵衛 役
  - 「ミス・マープルシリーズ (日本テレビのドラマ)1」（2006年） - 倉林清二 役

#### TBS
- イロドリヒムラ（2012年） - 中村育二（ウサギ男） 役
- 隠蔽捜査（2014年） - 福本多吉 役
- 東京スカーレット〜警視庁NS係（2014年） - 加賀彬 役
- グッドワイフ（2019年） ‐ 御手洗直人 役
- k2 池袋署刑事課 神崎・黒木（2020年） ‐ 植田太一 役
- 毒恋〜毒もすぎれば恋となる〜（2024年） - 岩峰所長 役[7]
- 月曜ミステリー劇場
  - 「女タクシードライバーの事件日誌2」（2004年） - 高村雅彦 役
- 月曜ゴールデン
  - 「縁側刑事」（2013年 - ） - 秋山剛司 役
  - 「検事・霧島三郎」（2014年） - 高橋篤 役
- 月曜名作劇場
  - 「 湯けむりバスツアー 桜庭さやかの事件簿7」（2016年） - 須田勘造 役

#### フジテレビ
- 3番テーブルの客（1997年） - 監督・主演
- 世にも奇妙な物語
  - 秋の特別編「さとるの化物」（2000年） - 店主 役
  - 秋の特別編「JANKEN」（2011年） - 別所社長 役
- 美女か野獣（2003年） - 星野崇 役
- 37歳で医者になった僕〜研修医純情物語〜（2012年） - 長谷川巽 役
- ラストホープ（2013年） - 桟原友宏 役
- 余命（2013年） - 諸井正三 役
- 金曜プレステージ
  - 「淋しい狩人」（2013年） - 長沼刑事課長 役
- Dr.検事モロハシ2（2014年） - 新田透 役
- 昼顔〜平日午後3時の恋人たち〜（2014年） - 北野乃里子の父 役
- フラジャイル 病理医岸京一郎の所見（2016年） - 丹羽豊 役
- 絶対零度〜未然犯罪潜入捜査〜（2018 ‐ 2020年） - 町田博隆
- SUITS/スーツ（2018年） ‐ 海部政継 役
- さくらの親子丼 第2作（2018年） ‐ ゆっきーママ 役
- 探偵・由利麟太郎（2020年） - 日下瑛造 役
- 三屋清左衛門残日録（2023年） - 丹羽内記 役

#### テレビ朝日
- 相棒
  - season1 第1話「警視総監室にダイナマイト男が乱入！刑事が人質に!? 犯罪の影に女あり…」（2002年10月9日） - 篠塚敬一 役
  - season4 第9話「冤罪」（2005年12月7日） - 安城雄二 役
  - season18 ‐ 皆藤武雄 役
    - 第8話「檻の中〜陰謀」（2019年12月4日）
    - 第9話「檻の中〜告発」（2019年12月11日）
- スカイハイ（2003 - 2004年） - 門の主（声） 役
- ああ探偵事務所（2004年） - 竹田義仁 役
- ミヤコ蝶々ものがたり（2007年） - 林正之助 役
- ゴンゾウ 伝説の刑事 （2008年） - 渋沢歳三 役
- 臨場 （2009年） - 宮坂直樹 役
- 警視庁捜査一課9係（2011年） - 笹岡総一郎 役
- 松本清張没後20年特別企画 ドラマスペシャル 波の塔（2012年） - 田中正春 役
- TEAM -警視庁特別犯罪捜査本部-（2014年） - 陶久守 役
- 科捜研の女 season14（2014年） - 嵯峨根田輝（徳本弘之） 役
- 陰陽師（2015年） - ナレーション
- 土曜プライム
  - 「ゴールドウーマン」（2016年） - 大山健吾 役
- BG〜身辺警護人〜（2018年） ‐ 白石剛三 役
- dele（2018年） ‐ 宮内正路 役
- リーガルV〜元弁護士・小鳥遊翔子〜（2018年） - 相原守男 役
- 白い巨塔（2019年） ‐ 杉田寿広 役
- 民王R（2024年、テレビ朝日） - 成田崇彦 役

#### テレビ東京
- 夫の家庭を壊すまで 第4話・第5話（2024年7月29日・8月12日） - 久米茂信 役[8]

#### WOWOW
- 黒い春（2007年）
- 幻夜（2010 - 2011年）
- 同期（2011年）
- 再生巨流（2011年） - 時任忠志 役
- 分身（2012年） - 大道庸平 役
- レディ・ジョーカー（2013年） - 三好賢治 役
- 沈まぬ太陽（2016年）
- ヒトヤノトゲ〜獄の棘〜（2017年） - 平沼秀直 役
- イアリー 見えない顔（2018年） ‐ 田島耕三 役
- セイレーンの懺悔（2020年） - 津村仁志 役
- 華麗なる一族（2021年） ‐ 安田太佐衛門 役
- 坂の上の赤い屋根（2024年） - 鈴木俊彦 役[9]

#### その他
- 破門（2015年） - 森山毅 役

### 映画
- 狂い咲きサンダーロード（1980年、石井聰互監督）
- ヨコハマBJブルース（1981年、工藤栄一監督、東映）
- ア・ホーマンス（1986年、松田優作監督、東映）
- 恋する女たち（1986年、大森一樹監督、東宝） - 小林博史 役
- 夏のページ（1990年、及川善弘監督、にっかつ） - ハンター 役
- 金融腐蝕列島 呪縛（1999年、原田眞人監督、東映） - 松原秀樹 役
- 忘れられぬ人々（2000年、篠崎誠監督、ビターズ・エンド） - 滝本 役
- まぐろのしっぽ（2000年、渡辺聡監督、つんくタウンFILMS） - 上野巌造 役
- 狗神（2001年、原田眞人監督、東宝）
- ココニイルコト（2001年、長澤雅彦監督、ヘラルド） - 山田武史 役
- DISTANCE（2001年、是枝裕和監督） - 実の上司 役
- プラトニック・セックス（2001年、松浦雅子監督、東宝） - キャバクラの客 役
- 陽はまた昇る（2002年、佐々部清監督、東映） - 平井友輝 役
- うつつ（2002年、当摩寿史監督、日活） - 今泉刑事 役
- いつかA列車に乗って（2003年、荒木とよひさ監督、東映） - 谷口 役
- マナに抱かれて（2003年、井坂聡監督、東宝） - 香取 役
- 半落ち（2004年、佐々部清監督、東映） - 伊予数男 役
- 亡国のイージス（2005年、阪本順治監督、松竹） - 横田利一 役
- 交渉人 真下正義（2005年、本広克行監督、東宝） - 長田篤嗣 役
- 星になった少年（2005年、河毛俊作監督、東宝） - ドラマの監督 役
- 燃ゆるとき THE EXCELLENT COMPANY（2006年、細野辰興監督、東映） - 西村一郎 役
- ブレス・レス（2006年、渡辺寿監督、アルゴ・ピクチャーズ）
- デスノート / デスノート the Last name（2006年、金子修介監督、ワーナー・ブラザース映画） - 宇生田 役
- 幸福な食卓（2007年、小松隆志監督、松竹） - 中学の担任教師 役
- 天国は待ってくれる（2007年、土岐善將監督、松竹、ギャガ） - 西岡忠夫 役
- 叫（2007年、黒沢清監督、ギャガ） - 佐久間昇一 役
- 犯人に告ぐ（2007年、瀧本智行監督、WOWOW、ショウゲート） - 村瀬次文 役
- 結婚しようよ（2008年、佐々部清監督、松竹）
- クライマーズ・ハイ（2008年、東映、原田眞人監督） - 粕谷隆明 役
- MW-ムウ- （2009年、岩本仁志監督、ギャガ） - 岡崎俊一 役
- リアル鬼ごっこ2（2010年、柴田一成監督、ファントム・フィルム） - 田中修二 役
- マイ・バック・ページ（2011年、山下敦弘監督、アスミック・エース） - 島木武夫 役
- 劇場版 神聖かまってちゃん ロックンロールは鳴り止まないっ（2011年、入江悠監督）
- 探偵はBARにいる（2011年、東映、橋本一監督） - 南 役
- 聯合艦隊司令長官 山本五十六（2011年、成島出監督、東映） - 宇垣纏 役[10]
- CUT（2011年、アミール・ナデリ監督）
- アウトレイジ ビヨンド（2012年、北野武監督、ワーナー・ブラザース映画 / オフィス北野） - 刑事課長 役
- HESOMORI -ヘソモリ-（2012年、入谷朋視監督） - おっさん 役
- 草原の椅子（2013年、成島出監督、東映）
- プラチナデータ（2013年、大友啓史監督、東宝） - 那須真之 役
- 青木ヶ原（2013年、新城卓監督、アークエンタテインメント）[11] - 本部長 役
- トリック劇場版 ラストステージ（2014年、堤幸彦監督、東宝） - 川島治道 役[12]
- チーム・バチスタFINAL ケルベロスの肖像（2014年、星野和成監督、東宝） - 南雲忠義 役
- キカイダー REBOOT（2014年、下山天監督、東映） - 椿谷 役
- 青天の霹靂（2014年、劇団ひとり監督、東宝）
- 幕末高校生（2014年、李闘士男監督、東映） - 木下長行 役
- 駆込み女と駆出し男（2015年、原田眞人監督、松竹） - 水野忠邦 役
- 日本のいちばん長い日（2015年、原田眞人監督、松竹） - 米内光政 役
- 劇場霊（2015年、中田秀夫監督、松竹） - 児島敬一 役
- シン・ゴジラ（2016年、樋口真嗣監督、東宝） - 金井光二（内閣府特命担当大臣） 役[13][4]
- SCOOP!（2016年、大根仁監督、東宝） - 花井編集長 役
- 関ヶ原（2017年、原田眞人監督、東宝） - 増田長盛 役[14]
- 亜人（2017年、本広克行監督、東宝）  -  厚生労働大臣  役
- アウトレイジ 最終章（2017年、北野武監督、ワーナー・ブラザース映画 / オフィス北野） - 平山 役
- 空母いぶき（2019年、若松節朗監督、キノフィルムズ） - 城山宗介 役[15]
- くらやみ祭の小川さん（2019年、浅野晋康監督、ピーズインターナショナル）
- 首 (北野武)（2023年） - 滝川一益 役

### ネットドラマ
- 火花（2016年） - 大崎 役
- Jimmy〜アホみたいなホンマの話〜（2018年7月、Netflix） - 宇田川 役
- 七夕の国（2024年、ディズニープラススター） - 先生 役[16]

### 劇場アニメ
※太字はメインキャラクター
- 昆虫物語 みつばちハッチ〜勇気のメロディ〜（2010年、アミノテツロー監督、松竹） - ビクトル 役
- 漁港の肉子ちゃん（2021年、アスミック・エース） - サッサン 役[17]

### 舞台
- 七人ぐらいの兵士（生瀬勝久作・水田伸生演出） パルコ劇場
- ワーニャ伯父さん（栗山民也演出） 新国立劇場
- 世阿彌（栗山民也演出）新国立劇場